# Ariane Desgagnés-Leclerc
 (juin 2019).
Ariane Desgagnés-Leclerc , née le 13 février 1988 à Rouyn-Noranda, est une actrice animatrice québécoise.

## Biographie
Ariane Desgagné-Leclerc a commencé sa carrière d'actrice à Séoul en 2015 et a filmé plusieurs émissions de voyage à travers la péninsule sud-coréenne à porter la flamme olympique en Corée du Sud aux jeux olympiques d'hiver de Pyeongchang en 2018,.

## Filmographie

### Télévision
- 2015 : Descendants of the Sun : serveuse[4]
- 2016: The 3s[5],[6]
- 2017 : Argon Lee Yoon-jeong[7] : présentatrice
- 2017 : I'm Not a Robot : Tilda Morton
- 2017 : Happy Maps 2[8]
- 2018 : Mr. Sunshine de Lee Eung-bok : Stella[9],[4]
- 2018 : Secret Mother (en) de Park Yong-soon : professeur de cuisine
- 2018 : Happy Maps 3[8]
- 2019 : Jang hak quiz (ko)
- 2019 : Her Private Life[4]
- 2021-2022: Snowdrop
- 2022-2023: Three Bold Siblings